# Ventifacto
Los ventifactos son rocas que se han desgastado, picado, grabado, ranurado, o pulido por la arena impulsada por el viento o por los cristales de hielo. Estos accidentes geomorfológicos se encuentran habitualmente en ambientes áridos, donde hay poca vegetación que interfiera con el transporte eólico de partículas, donde se encuentran con frecuencia vientos fuertes, y donde hay un constante, pero no abrumador, suministro de arena.
Los ventifactos puedan desgastarse hasta llegar a ser llamativas esculturas naturales. En afloramientos de roca aislados, moderadamente altos, se pueden formar columnas en forma de setas de roca cuando el afloramiento es erosionado por saltación de los granos de arena. Esto se debe a que, incluso con vientos fuertes, los granos de arena no se pueden mantener continuamente en el aire y las partículas rebotan por el suelo, y rara vez alcanzan más que unos pocos pies sobre la tierra. Con el tiempo, el rebote de los granos de arena puede erosionar las partes bajas de un ventifacto, mientras una tapa mayor y más dura modera en ciertas partes la erosión. Los resultados pueden ser fantásticas setas rocosas .
Las piedras individuales, como las que forman el reg o pavimento del desierto, se encuentran a menudo con ranuras, grabados o superficies pulidas donde estos mismos vientos impulsan procesos que poco a poco desgastan la roca. Un tipo especial de ventifacto en ambientes desérticos o periglaciales es el dreikanter (germanismo que significa, «tres caras»), que tiene una forma piramidal muy característica.
Cuando los ventifactos antiguos se conservan sin desplazamiento o alteración, pueden servir como indicadores de paleo-vientos. La dirección del viento en el momento de formación del ventifacto será paralela a las ranuras o estrías talladas en la roca.

## Galería

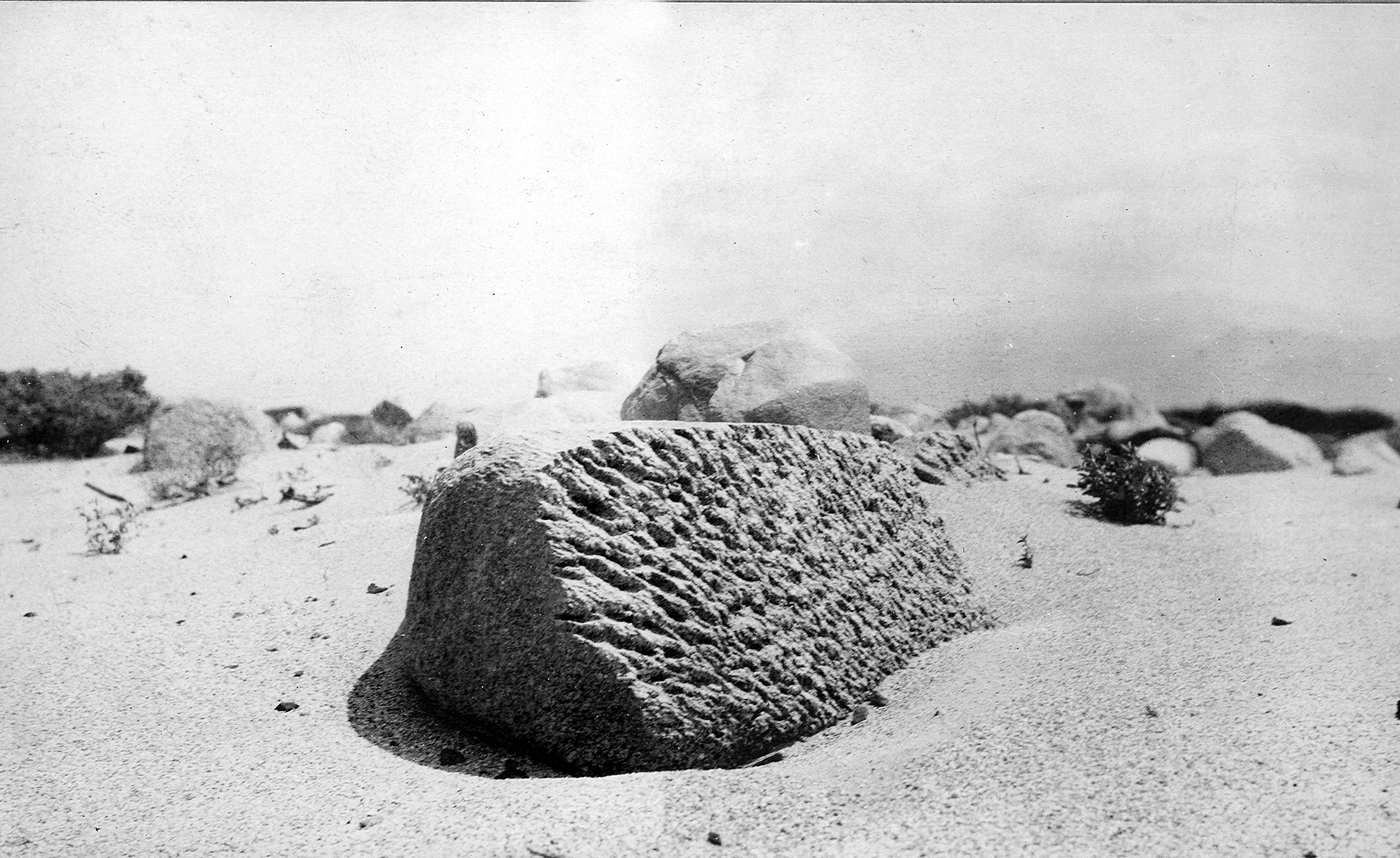
Pizarra picada por chorro de arena cerca de Palm Springs Station, desierto del Colorado, condado de Riverside, California.
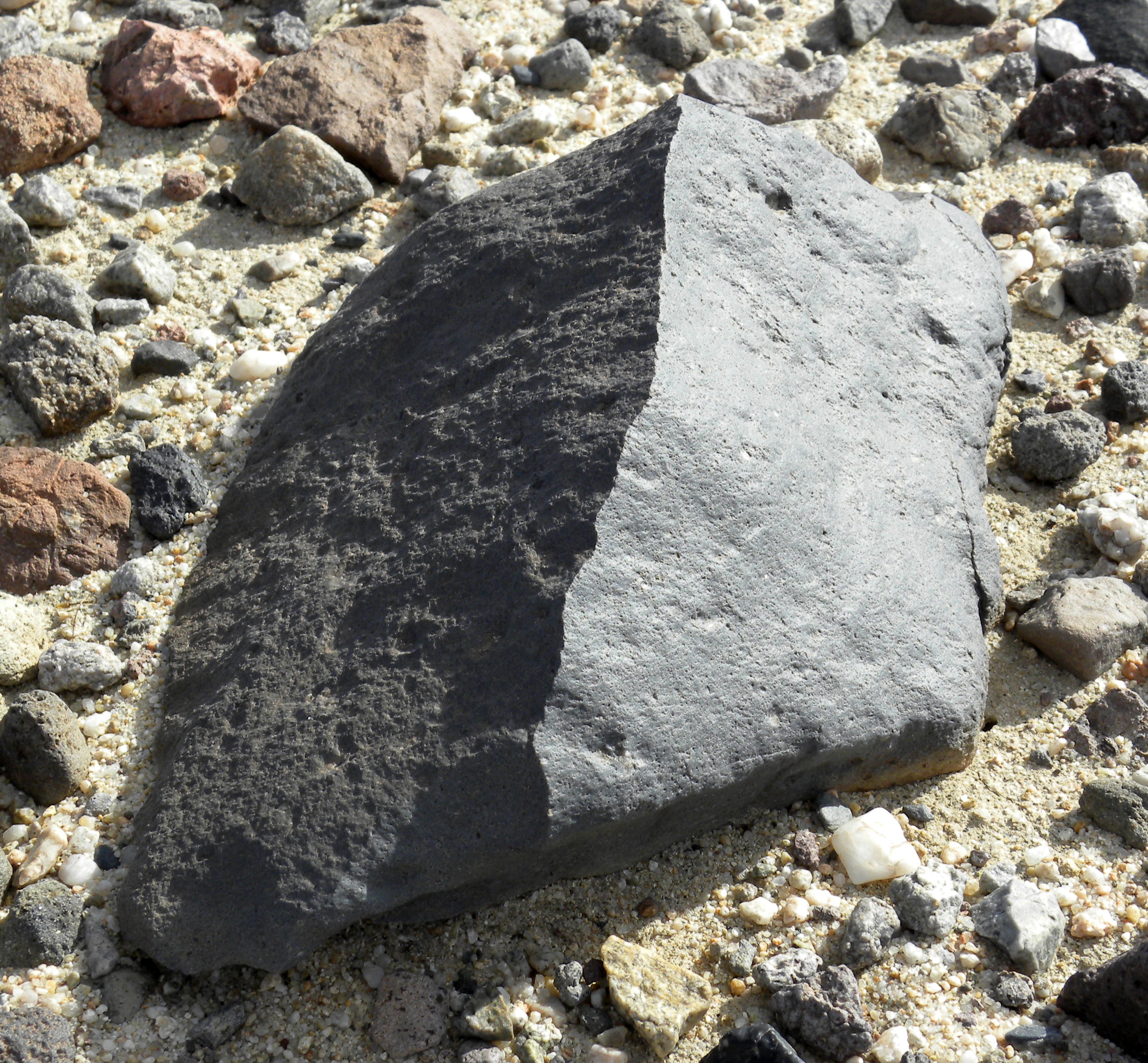
Ventifacto en el Desierto de Mojave.
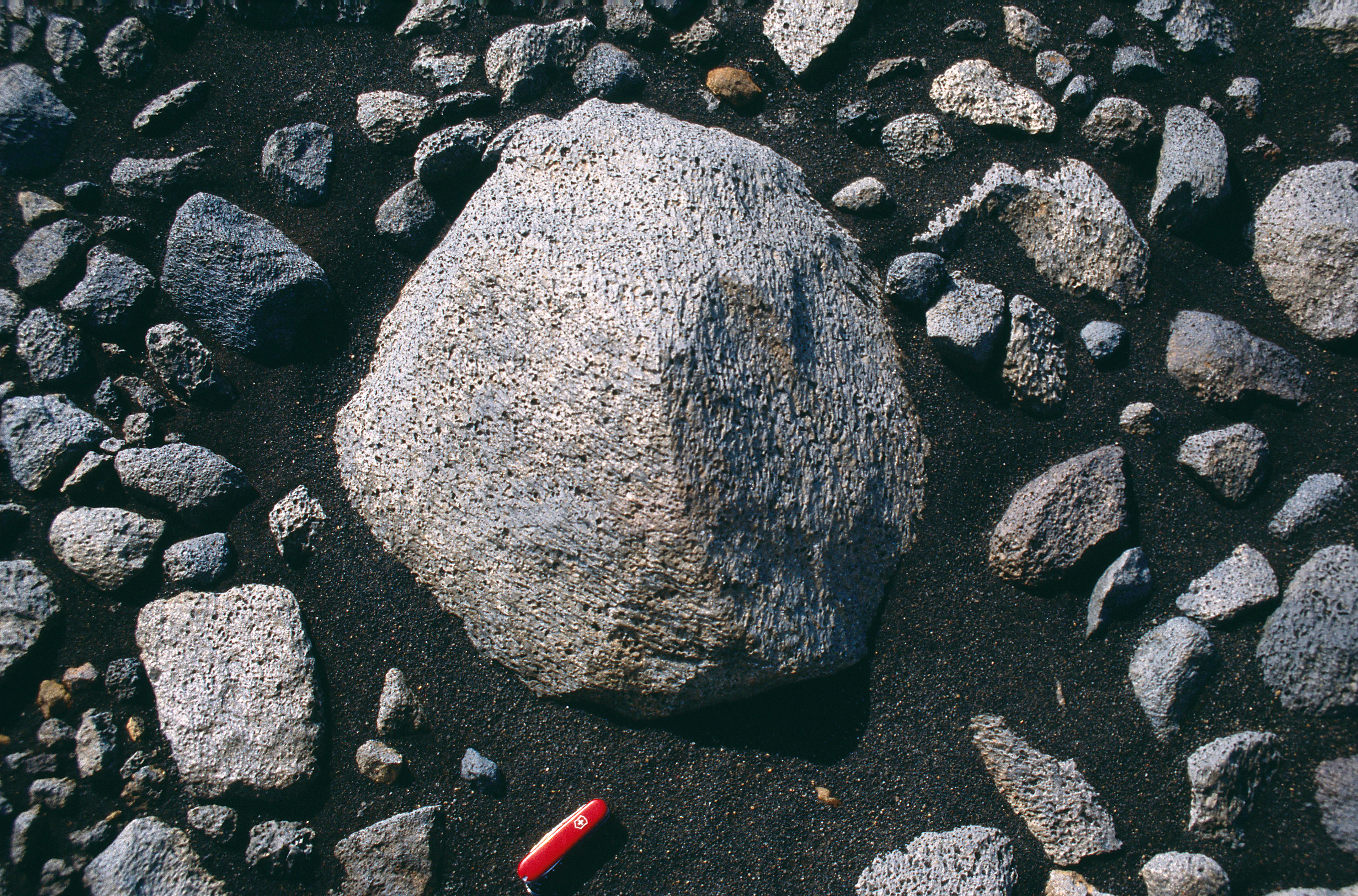
Ventifacto en el extremo norte del glaciar Dyngyujökull, Islandia (Niermann, 2006).
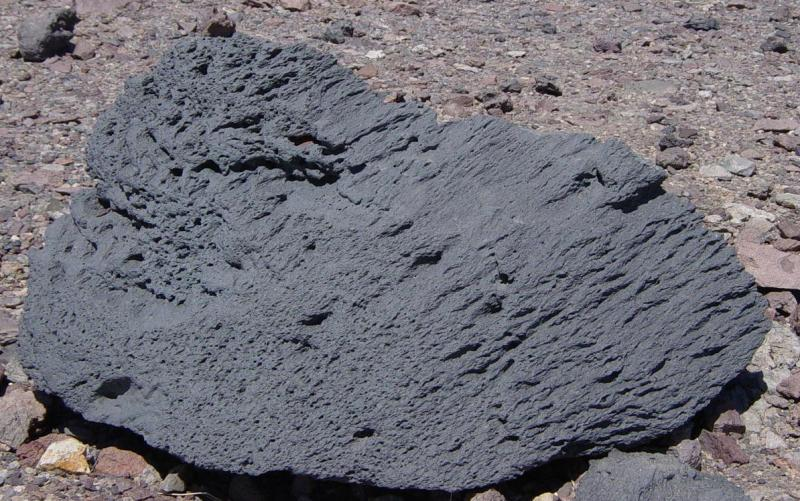
Ventifacto en la cordillera Ventifact (Ventifact Ridge), en el Valle de la Muerte (Mayer, 2003).
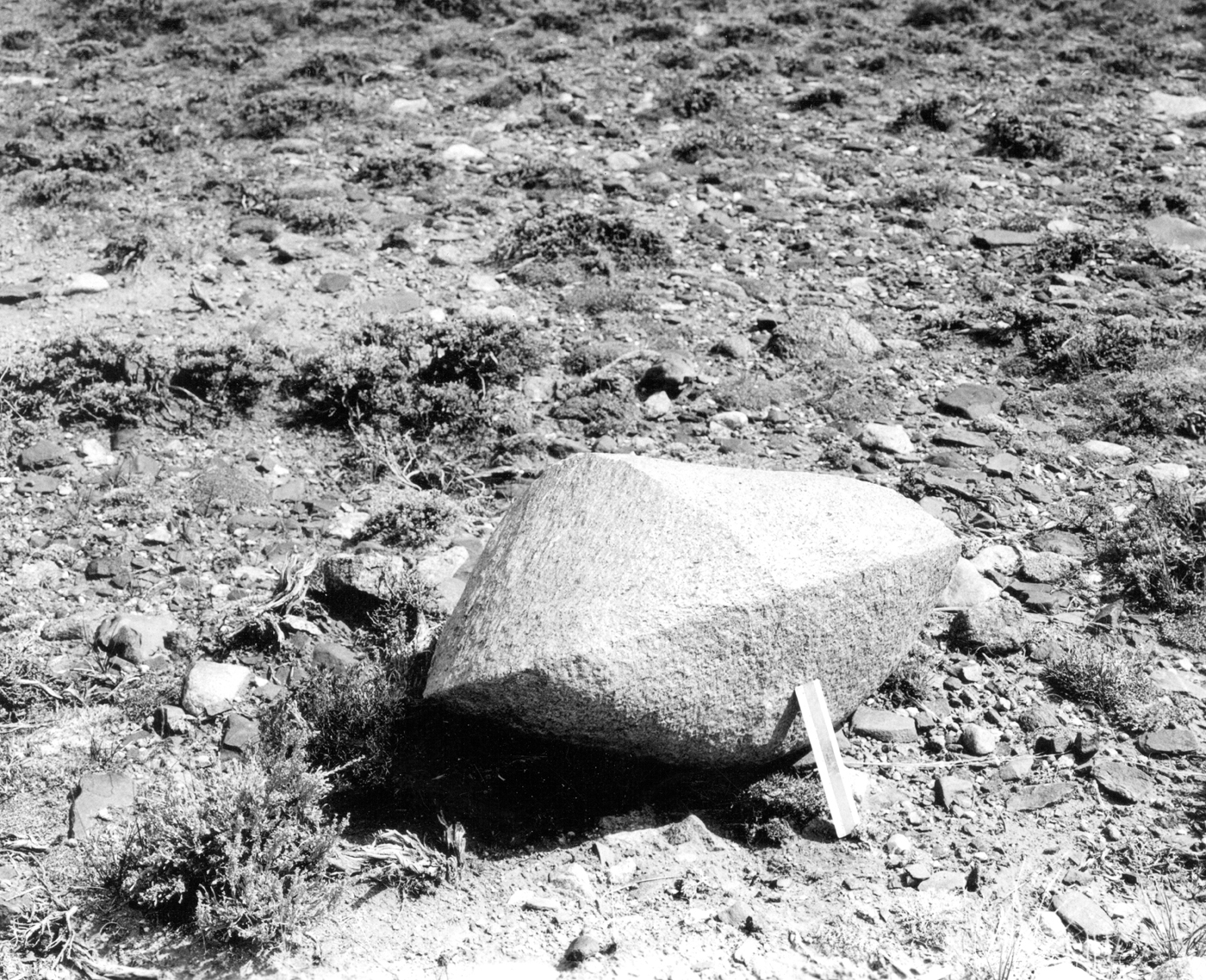
Roca de granito pulida por la arena arrastrada por el viento, condado de Sweetwater, Wyoming (Bradley, 1930).
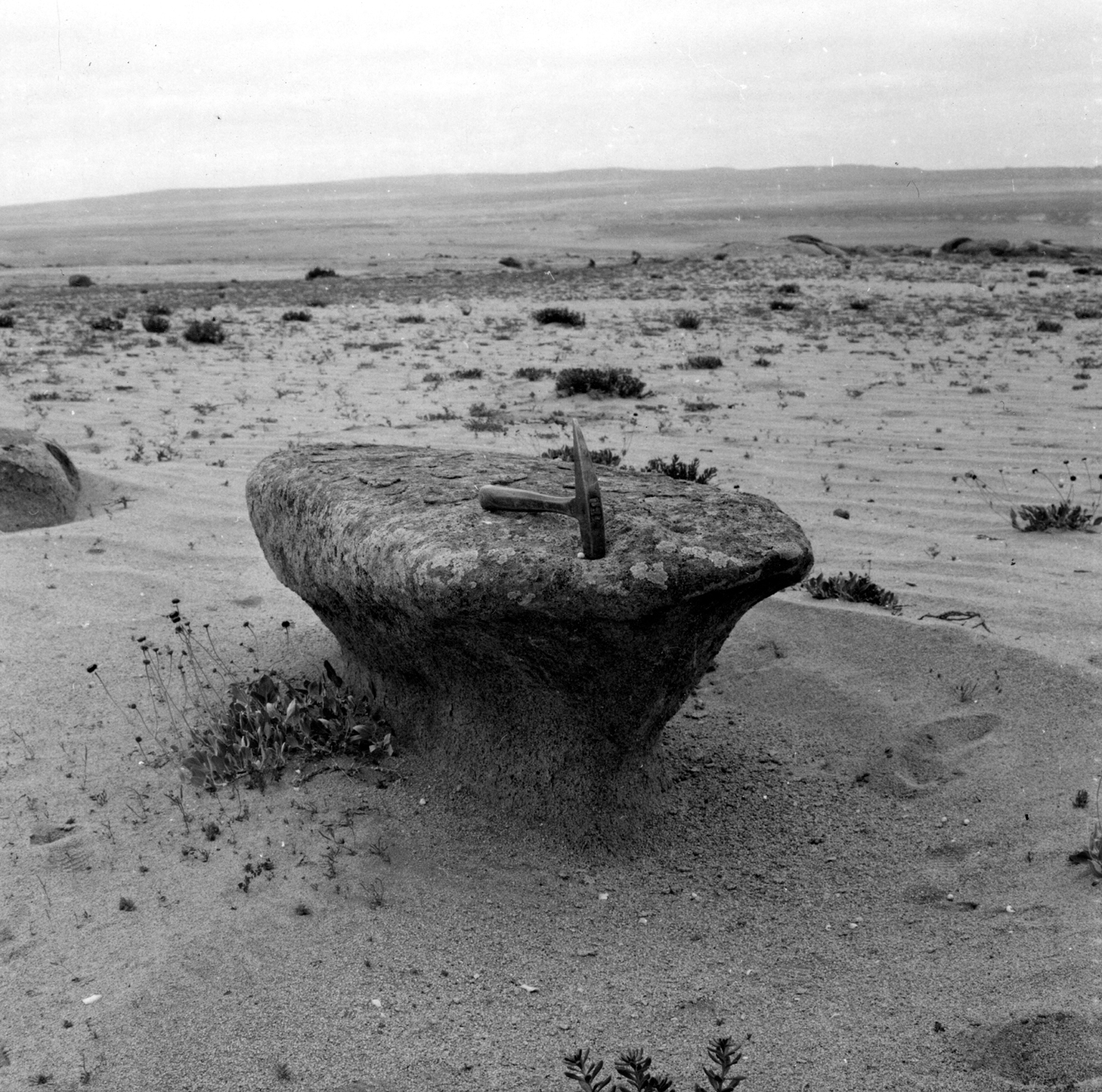
Afloramiento de granito que ha sido socavado por la acción abrasiva de la arena arrastrada por el viento, Llano de Caldera, desierto de Atacama, Chile (Segerstrom, 1962).
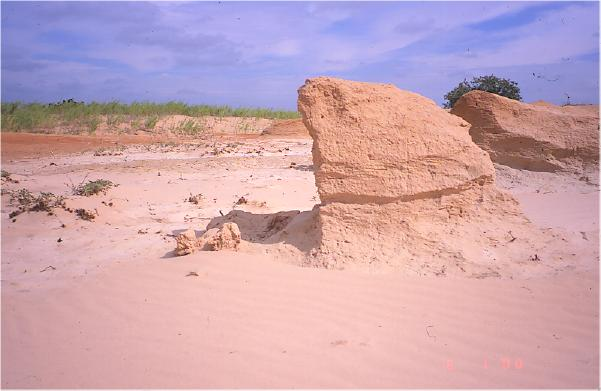
Arenisca tallada por el viento en un reventón cerca de Meadow, Texas (Stout, 2002).
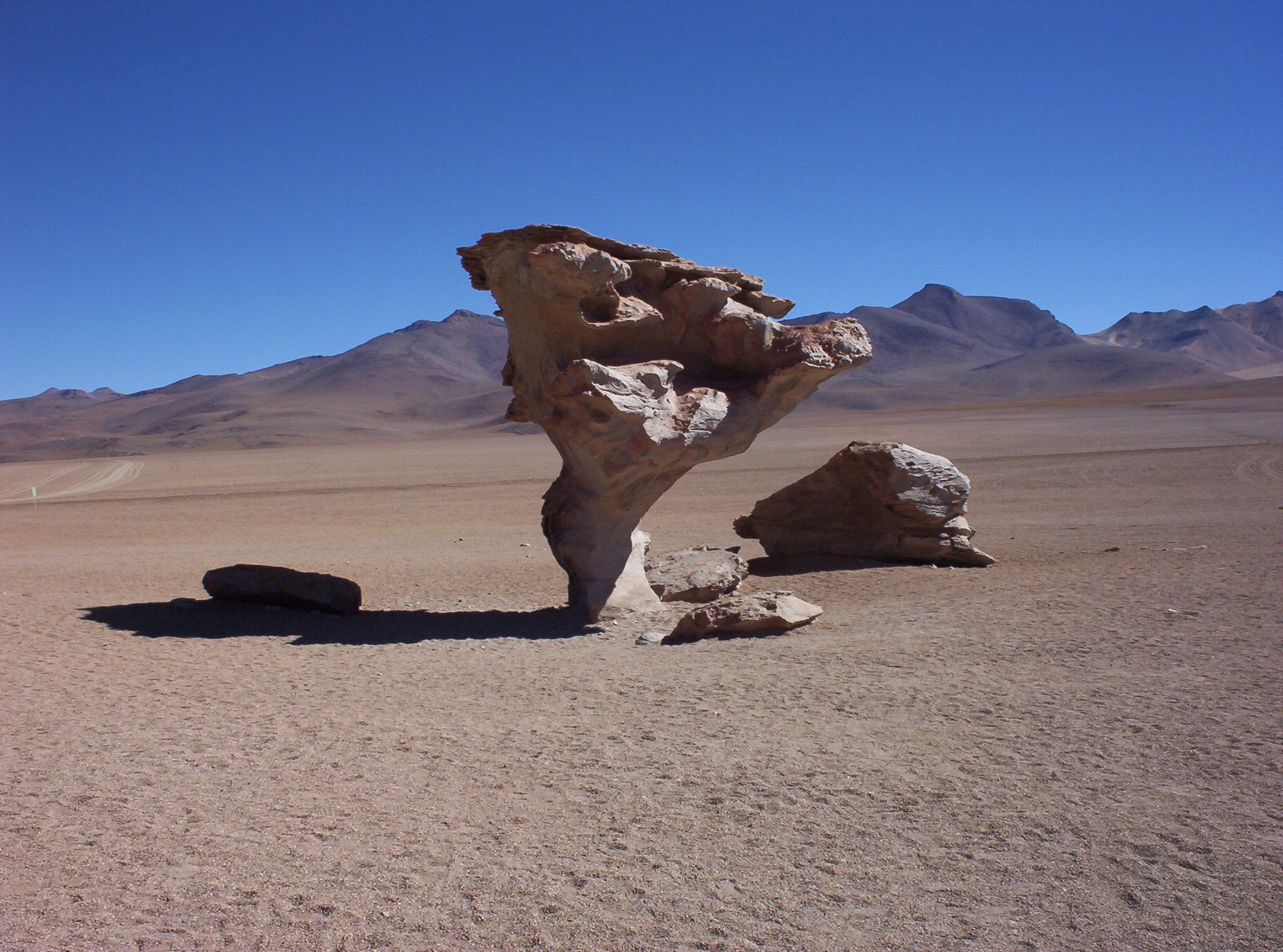
Una roca esculpida por el viento en el Salar de Uyuni, Bolivia (Wilken, 2002).